# Ismael R. Arcella
Ismael R. Arcella (Buenos Aires, Argentina, ¿? - ibídem, 13 de septiembre de 1989) fue un autor y crítico de cine argentino.

## Carrera
Ismael Arcella fue un crítico cinematográfico con una extensa trayectoria en el medio artístico.
Trabajó como consejo de dirección de la revista Tiempo de Cine dirigido por  Osear I. Kantor.
En 1968 estuvo a cargo del "Ciclo Audiovisual sobre Cine". Un año después participó en Artes y artesanías argentinas, junto a Luis Ordaz, Egardo  Kleinman, Jorge Novati e Irma Ruiz, entre otros. También colaboró con Antología- Literatura Y poesía Argentina - Política Argentina.
En 1971 publicó el capítulo Luchino Visconti perteneciente a la colección de De Los Hombre De La Historia.
En la década del '80 fue columnista del Centro de Informaciones y Estudios Cinematográficos.
También trabajó como autor para las revistas: Revista de Cultura Cinematográfica Cinecritica, Lyra (Cine y economía) y Página 12.